# Capanna Alpe Salei
La capanna Alpe Salei è un rifugio alpino situato nel comune di Comologno, nel Canton Ticino, nelle Alpi Lepontine a 1.777 m s.l.m.

## Storia
Fu inaugurato nel 1993.

## Caratteristiche e informazioni
La capanna è gestita privatamente. L'edificio è disposto su due piani, con refettorio unico per un totale di 20 posti. Piano di cottura sia a legna, che a gas completa di utensili di cucina. La cucina è utilizzata solo dai gestori della capanna che preparano piatti tipici per gli ospiti. Illuminazione con pannelli solari. Posti letto suddivisi in 3 stanze. Piazzale esterno con tavoli e fontana.

## Accessi
- Salei Vecchi 1.748 m Saléi Vecchi è raggiungibile in teleferica da Zòtt. - Tempo di percorrenza: 5 min
- Vergeletto 905 m Vergeletto è raggiungibile anche con i mezzi pubblici. - Tempo di percorrenza: 3 ore - Dislivello: 800 metri - Difficoltà: T2
- Comologno 1.085 m Comologno è raggiungibile anche con i mezzi pubblici. - Tempo di percorrenza: 2 ore - Dislivello: 700 metri - Difficoltà: T2.

## Ascensioni
- Laghetto dei Salei 1.924 m[1] - Tempo di percorrenza: 1,30 ore - Dislivello: 150 metri - Difficoltà: T2.

## Traversate
- Capanna Arena 1,30 ore
- Capanna Ribia 4 ore
- Capanna Alzasca 5 ore